# Kinaschack
Kinaschack är ett brädspel som går ut på att flytta färgade, ofta kulformade spelpjäser över ett stjärnformat bräde fyllt av hål. Spelet kan spelas av 2–6 spelare. Man flyttar pjäserna genom att låta dem förflyttas ett steg, alternativt "hoppa" över andra pjäser (ibland i multipla hopp) om det är möjligt.
Spelet har sannolikt inte sitt ursprung i Kina, och det liknar inte Xiangqi, kinesiskt schack. I Tyskland fick det namnet "Stern-Halma", eftersom det är samma spel som det äldre spelet Halma, förutom stjärnformen. Spelet togs fram i slutet av 1800-talet. Det svenska namnet på spelet motsvarar engelskans Chinese Checkers (där Checkers syftar på damspel); det har funnits i svensk skrift sedan 1960.
Kinaschack spelas på ett bräde som har formen av ett hexagram och innehåller 127 hål för spelpjäser. I varje stjärnudd finns startplatsen för en spelares tio alternativt femton pjäser; dessa utgörs ofta av spelkulor. Antalet spelare kan vara 2 till 6 till antalet, och målet är att bli först med att förflytta alla sina spelpjäser till den motsatta stjärnudden.
Förflyttningen av en spelpjäs kan ske åt alla håll; alla angränsande hål är sammanbundna med streck för att markera de maximalt sex möjliga förflyttningsriktningarna. En spelpjäs kan hoppa ett steg till närmast angränsande och lediga hål. Om något av grannhålen är ockuperat av en spelpjäs (egen eller tillhörande motståndaren), kan man hoppa över denna pjäs ifall det rakt efterföljande hålet är ledigt. Hoppande kan ske i serie, ifall man från det efterföljande hålet kan göra ett nytt hopp (oavsett riktning).

## Galleri

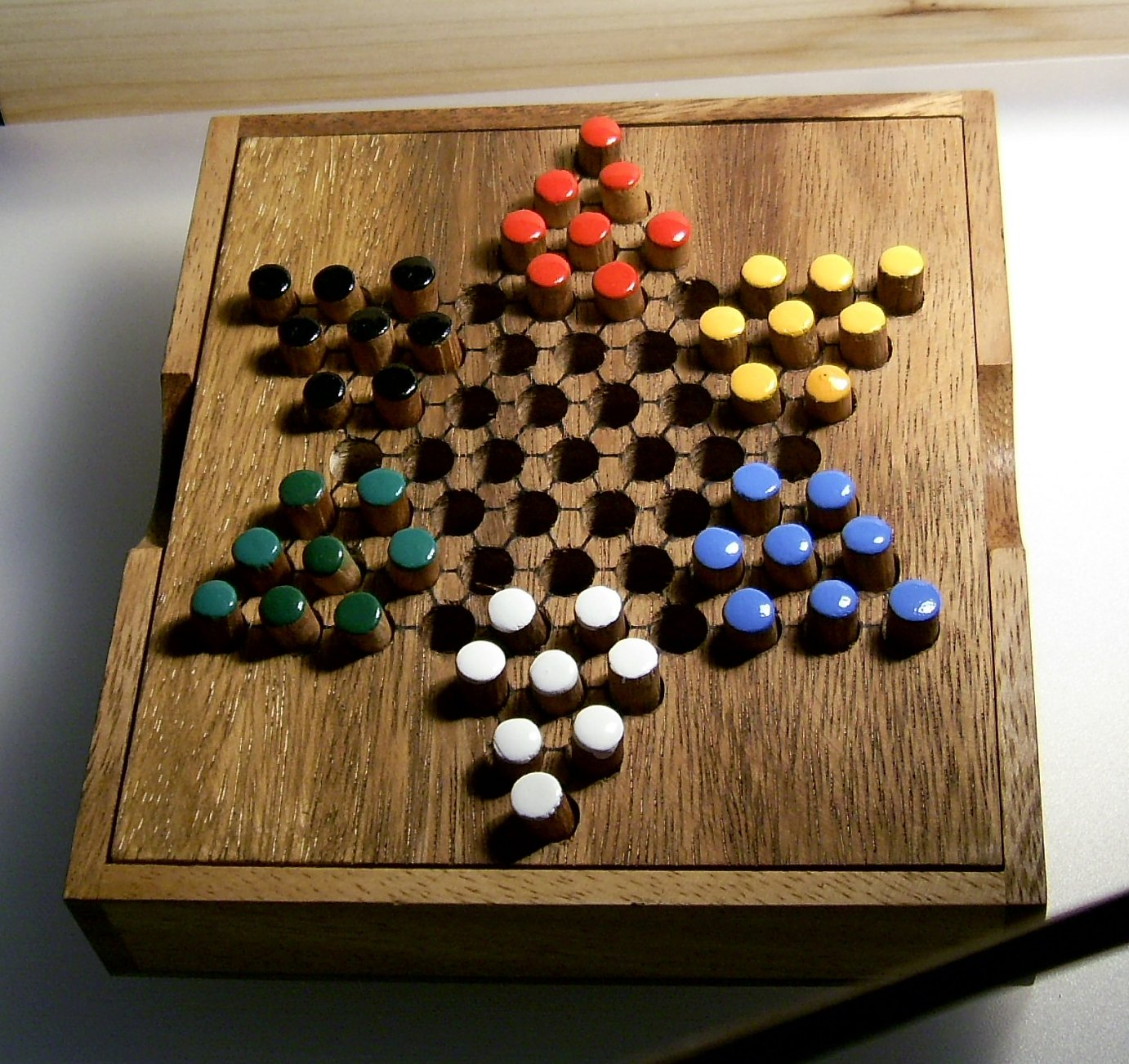
Variant från Israel.
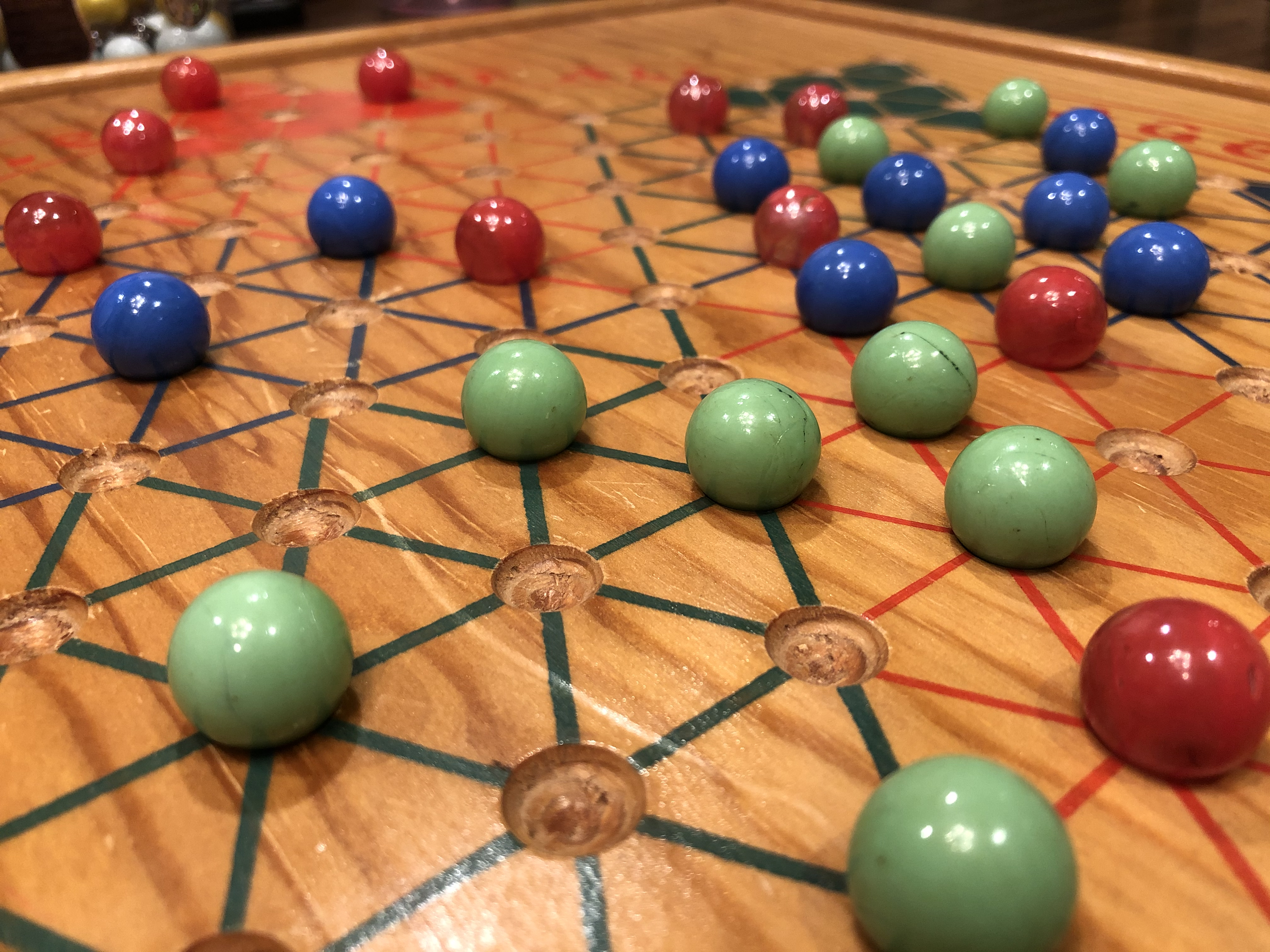
Parti med tre spelare.
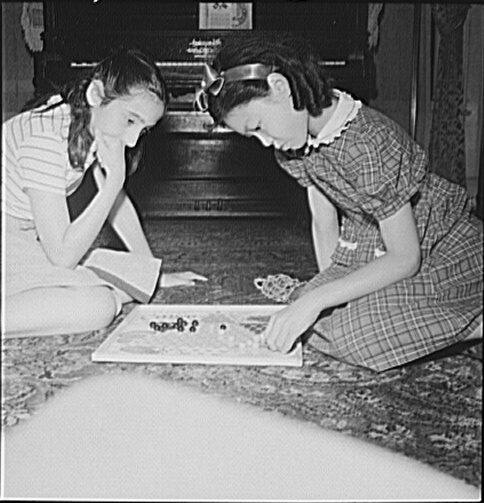
Parti med två spelare (USA, 1942).